# 旧清川村強盗殺人事件
旧清川村強盗殺人事件（きゅうきよかわむらごうとうさつじんじけん）は、2005年3月に大分県大野郡清川村（現：豊後大野市）で起きた強盗殺人事件である。

## 概要
大分県清川村（現豊後大野市）で2005年3月19日に女性の殴られた状態の遺体が自宅裏庭で見つかった。乗用車が奪われていた。大分県警は、2007年2月、被害者と顔見知りでこの事件とは別の窃盗罪により服役中だった被告を強盗殺人、窃盗、住居侵入の罪で逮捕した。当初は容疑を否認していたが、数日後に容疑を認めた。検察はこれを受けて2005年3月8日に被害者宅に侵入して現金13万円を盗んだうえに、同14日に被害者宅に侵入してコンクリートの塊で被害者を殴り倒してビニール紐で首を絞めるなどして殺害した後に乗用車や商品券を奪った容疑で逮捕していた被告を起訴した。

## 裁判経過
被告は当初は容疑を認めていたものの、公判では無罪を主張。被告と犯行を結び付ける直接的な物的証拠などはなく、自白したとされる供述調書の証拠能力が争点となった。
2010年2月23日に1審・大分地裁は求刑無期懲役にたいして無罪判決を下した。
判決では、供述調書の自白について「任意性には欠けないものの、内容に不自然ないし不合理な部分があり、信用性に疑問が残る」とした。そして、「被告が犯人ではないかと疑わせる事実がいくつか存在するが、不確かな事実を総合したからといって被告の犯人性や事件の発生をただちには推認できない」とした。最後に「犯人だと認定するには合理的な疑いが残る」とした。検察側は自白調書について内容が証拠から認められる事件の概要に一致するとしたうえで、凶器のひもの結び方などが犯人しか知り得ない秘密の暴露に当たると主張していた。一方、弁護側は取り調べの際に死刑の可能性を示唆されて誘導されたとして、自白の任意性や信用性を否定していた。公判は2008年9月8日の初公判からこの日まで計38回を数え、長期化していた。
検察側はこの判決を不服として控訴し、2013年9月20日に福岡高裁本庁は「自白には秘密の暴露があり信用性が高い」として一審の無罪判決を破棄し、求刑通り被告に無期懲役を言い渡した。被告は即日上告した。
2015年10月6日、最高裁第1小法廷（桜井龍子裁判長）は被告の上告を棄却、無期懲役の判決が確定した。